# Festival Vizije
Festival mladinske kulture Vizije je osrednji slovenski festival, namenjen predstavitvi in spodbujanju mladinske umetniške ustvarjalnosti. Organizira ga Javni sklad Republike Slovenije za kulturne dejavnosti (JSKD), običajno pa poteka v Novi Gorici.
Festival Vizije je pomemben dogodek za mlade ustvarjalce, saj jim omogoča predstavitev svojega dela širši in strokovni javnosti.

## Zgodovina
Festival Vizije je nastal konec 1980-ih let kot »mladinsko Linhartovo srečanje«, ki je združevalo srednješolske in študentske amaterske gledališke skupine. Sredi 1990-ih let je organizacijo prevzel JSKD, festival pa se je preimenoval v Vizije. Sčasoma se je program razširil in danes vključuje gledališče, lutke, film in fotografijo. Glasbeni del, znan kot Rock Vizije, je bil ukinjen v času pandemije COVID-19.

## Program
Festival poteka tri dni in vključuje izbor najboljših mladinskih gledaliških in lutkovnih predstav, kratkih filmov ter fotografskih razstav. Leta 2024 je bilo na festivalu predstavljenih sedem gledaliških in tri lutkovne predstave, 15 kratkih filmov ter razstava 11 mladih fotografov.
Gledališke predstave si najprej ogleda strokovna komisija na regijski ravni, ki nato oblikuje izbor za regijska srečanja. Na teh dogodkih predstave spremlja državni selektor, ki izmed njih izbere najboljše za uvrstitev na državno raven festivala Vizije. Pri izboru se ocenjujejo inovativnost, kvaliteta izvedbe, ideja in sporočilnost. Najboljši ustvarjalci so na zaključnem srečanju nagrajeni z »Vizionarji«, medtem ko avtorji najbolj celovite predstave prejmejo še bon za udeležbo na mednarodnih poletnih gledaliških in filmskih delavnicah.